# Odontostomum hartwegii

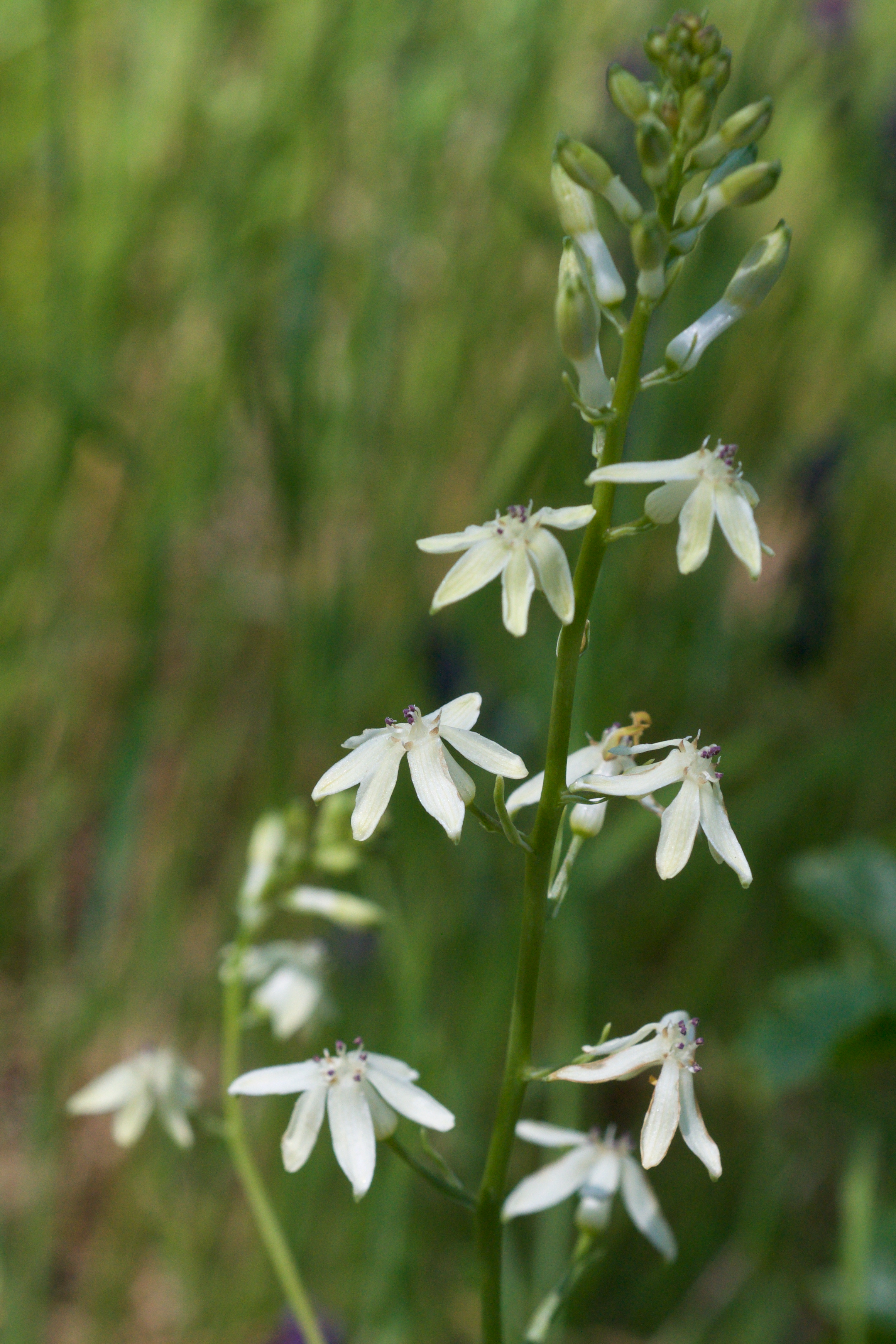

Odontostomum hartwegii Torr. – gatunek roślin z monotypowego rodzaju Odontostomum Torr., należącego do rodziny Tecophilaeaceae, występujący na terenie Kalifornii w Stanach Zjednoczonych, wzdłuż pogórza Sierra Nevada, na obszarze od Hrabstwa Shasta do Hrabstwa Mariposa, a także wzdłuż California Coast Ranges w Hrabstwie Tehama i Hrabstwie Napa.
Nazwa rodzaju pochodzi od starogreckich słów ὀδόντος (odontos – dop. l.poj. od słowa ὀδούς – ząb) i στόμα (stoma – usta) i odnosi się do wyprostowanych, szydłowatych prątniczek, obecnych w gardzieli kielicha kwiatów tych roślin. Nazwa gatunkowa odnosi się do Karla Hartwega, niemieckiego botanika żyjącego w XIX wieku, badacza flory zachodniej Ameryki, w tym Kalifornii. W języku angielskim nazwa tej rośliny to Hartweg's doll's lily, co tłumaczy się dosłownie na język polski jako lilia lalki Hartwega.

## Morfologia
PokrójRośliny zielne o wysokości do 55 cm z kwiatostanem wyrastającym na głąbikowatym pędzie kwiatostanowym.
PędPodziemna, niemal kulista bulwocebula o szerokości 1–3 cm, pokryta włóknistą tuniką. Pęd kwiatostanowy wyprostowany, wzniesiony.
LiścieRoślina tworzy kilka liści odziomkowych u nasady z pochwą, o wielkości (6,5–)10–25 × (0,2–)0,5–0,8 cm, o blaszkach równowąskich, zwężających się stopniowo do sztyletowato zakończonego wierzchołka, oraz mniejsze od nich liście łodygowe, stopniowo zmniejszające się do podsadek wspierających odgałęzienia kwiatostanu.
KwiatyZebrane w wiechę, pojedynczą lub złożoną, z 1–4 rozgałęzieniami, zawierającymi do 40 kwiatów, wspartych szydłowatymi przysadkami o długości szypułki (3–5 mm) i drobnymi podkwiatkami. Kwiaty rozkwitają od dołu pędu. Okwiat kremowobiały do żółtawego, długo utrzymuje się na roślinie. Listki okwiatu silnie unerwione, zrośnięte u nasady, od połowy silnie odgięte, o długości 8–12 mm. Trzy zewnętrzne działki mniej więcej lancetowate, z ostrymi wierzchołkami, trzy wewnętrzne odwrotnie lancetowate z tępym wierzchołkiem. 6 pręcików, z czego 5 położonych górnie w półokółku i jeden dolnie, przeciwlegle do nich, z szydłowatymi nitkami o długości 1–2 mm, od nasady główki wnikającymi między pylniki w postaci łącznika. Pylniki pękające przez wierzchołkowe otworki. Prątniczki o długości 0,5–1 mm międzyległe pręcikom. Słupek górny, zrosłowockowy, trójklapowy. Zalążnia kulista, trójkomorowa, z dwoma zalążkami w każdej komorze, z których rozwija się tylko jeden. Szyjka słupka nitkowata, lekko trójklapowa, z trzema znamionami.
OwoceTorebki o szerokości 4 mm, zawierające trzy odwrotnie jajowate nasiona o brunatnej łupinie.

## Biologia
RozwójWieloletnie geofity cebulowe. Kwitną na wiosnę, od połowy kwietnia do połowy czerwca.
GenetykaLiczba chromosomów 2n = 20.

## Ekologia
Rośliny te zasiedlają łąki i sawanny, w szczególności porośnięte drzewami z gatunków Quercus douglasii i Pinus sabiniana, a także brzegi wiosennych rozlewisk. Występują na dobrze przepuszczalnych, kamienistych glebach gliniastych, w szczególności zawierających serpentyny. 

## Systematyka
Gatunek w monotypowym rodzaju Odontostomum Torr. w rodzinie Tecophilaeaceae.  

## Zastosowania
Roślina rzadko uprawiana jako ozdobna.